# إيرل ليتل
إيرل ليتل (بالإنجليزية: Earl Little)‏ هو لاعب كرة قدم أمريكية أمريكي، ولد في 10 مارس 1973 في ميامي في الولايات المتحدة.

## وصلات خارجية
- إيرل ليتل على موقع مرجع كرة القدم المحترفة.كوم (الإنجليزية)